# Maśka
Maśka – część wsi Antoniewo-Wybudowanie w Polsce, położona w województwie pomorskim, w powiecie chojnickim, w gminie Brusy, na terenie Zaborskiego Parku Krajobrazowego. Wchodzi w skład sołectwa Antoniewo.
Do 2023 miejscowość była wraz z Wybudowaniem częścią wsi Antoniewo.
W latach 1975–1998 Maśka administracyjnie należała do województwa bydgoskiego.